# Onisimus botkini
Onisimus botkini is een vlokreeftensoort uit de familie van de Uristidae. De wetenschappelijke naam van de soort is voor het eerst geldig gepubliceerd in 1897 door Birula.